# Svartfotslav
Svartfotslav (Cladonia phyllophora) är en lavart som beskrevs av Hoffm. Svartfotslav ingår i släktet Cladonia och familjen Cladoniaceae.  Arten är reproducerande i Sverige. Inga underarter finns listade i Catalogue of Life.